# Conrad Lönnqvist
Conrad Leopold Lönnqvist, född 15 november 1889 i Sala, död 12 april 1969 i Södertälje, var en svensk gymnasielärare, astronom och kommunalpolitiker.

## Biografi
Efter mogenhetsexamen vid Uppsala högre allmänna läroverk 1907 och började därefter studera vid Uppsala universitet. Under sin tid här lärde han känna Knut Lundmark, med vilken han kom att dela sina intressen för nykterhet, liberalism och astronomi.
Lönnqvist arbetade 1909-1910 som extra lärare i Härnösand efter fortsatta studier och avlagd filosofisk ämbetsexamen 1911 fortsatte han sitt arbete som extra lärare där 1912-1913. 1915 var han extra lärare vid Östra realskolan i Göteborg och 1915-1917 vid Örebro högre allmänna läroverk. Lönnqvist var 1917 adjunkt i matematik och fysik vid Umeå högre allmänna läroverk och 1918-1919 vice lektor där. Samtidigt var han timlärare vid Umeå tekniska aftonskola 1917-1918 och vid Umeå folkskoleseminarium 1918-1919. Lönnqvist var 1919-1923 ordförande i Umeå folkbildningsförening. 1923 blev han adjunkt i matematik och fysik vid Katarina realskola och var 1925-1928 föreståndare för Södermalms arbetarinstitut där. Han fullföljde samtidigt sina studier i teoretisk astrofysik vid Uppsala universitet, blev filosofie licentiat 1926 och filosofie doktor 1927. Lönnqvist kom att arbeta som lektor i matematik och fysik vid Södertälje högre allmänna läroverk 1928-1955. Efter sin doktorsexamen fortsatte Lönnqvist att författa vetenskapliga artiklar inom astrofysikens område. Främst kom han dock att verka som populärvetenskaplig författare, författare av läroböcker och föreläsare. Han kom även att ge radioföredrag om astronomi. Utöver arbetet vid Södertälje läroverk var Lönnqvist 1930 lärare vid elementarskolan för flickor där. 
Lönnqvist var även ordförande i folkpartiets lokalavdelning i Södertälje 1934-1939, ledamot av stadsfullmäktige 1934-1942 och vice ordförande i statens läroboksnämnd 1938-1959. Han var ordförande i Sveriges religiösa reformförbund 1948-1955 och ledamot av Södermanlands läns landsting 1951-1955.
Conrad Lönnqvist var son till bagarmästaren Olaus Pettersson Lönnqvist (1849-1936) dennes hustru Karolina Lundgren (1848-1934) . Conrad Lönnqvist  gifte sig 22 oktober 1916 med Anna Justina Bodlund (1888-1968) de fick en dotter och två söner  En av sönerna var Olov Lönnqvist.